# Frankfurter Rippchen

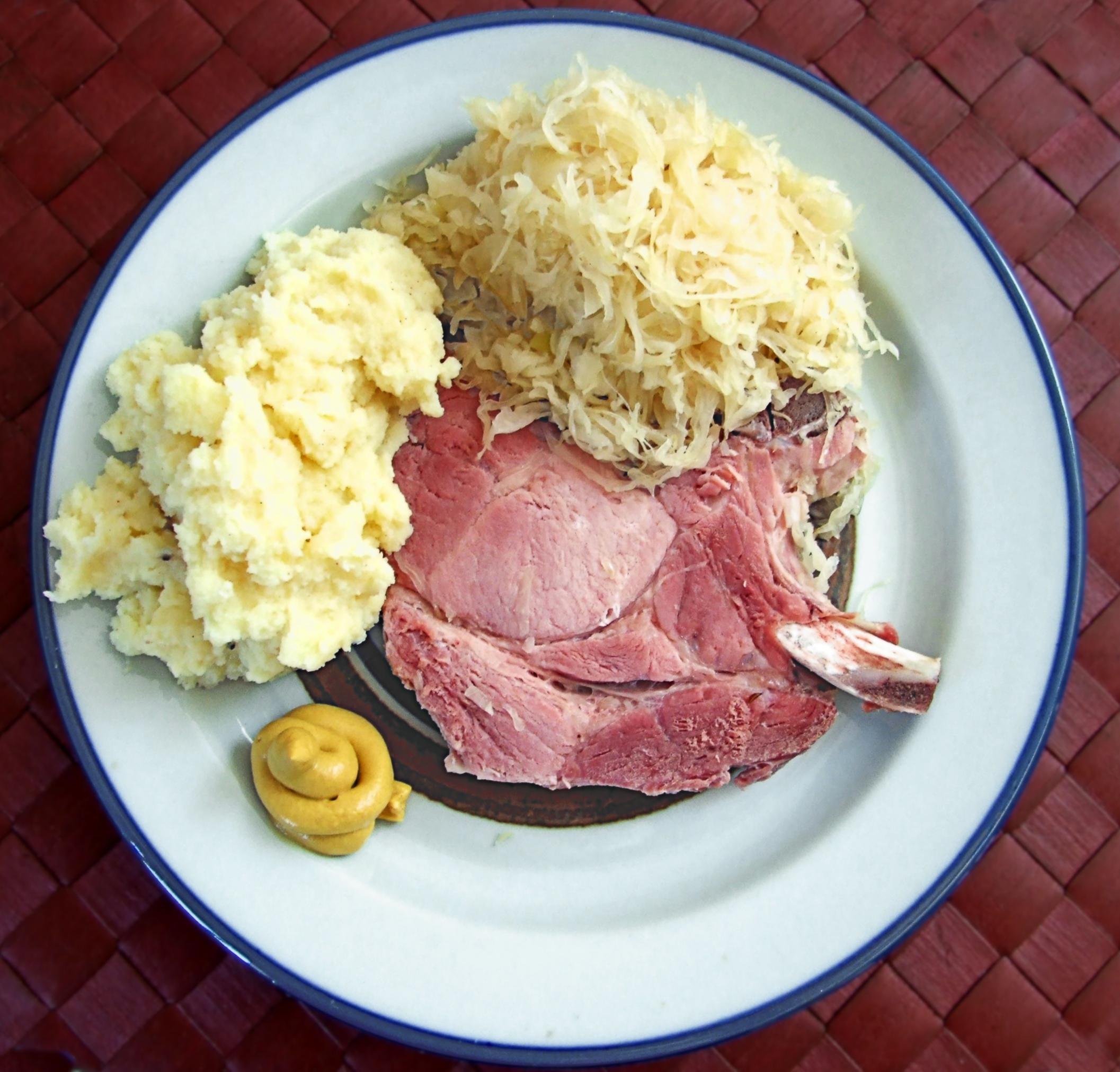
Frankfurter Rippchen mit Sauerkraut, Kartoffelbrei und Senf

Frankfurter Rippchen sind eine traditionelle Spezialität der Hessischen Küche, werden jedoch auch in anderen Regionen gegessen und dort als Rippchen oder Rippli bezeichnet.
Es handelt sich um gepökeltes gegartes Schweinefleisch aus dem Kotelettstrang. Davon zu unterscheiden sind Kasseler Rippchen, für die das Fleisch gepökelt und zusätzlich geräuchert wird. Rippchen werden meistens warm zu Sauerkraut und Kartoffelbrei oder Brot serviert, teils aber auch kalt mit Senf zu Brot, Brötchen oder Kartoffelsalat.